# Helcia brevis
Helcia brevis (Rolfe) Dodson 1991, es una especie de orquídea epifita perteneciente a la subfamilia Epidendroideae dentro de la familia de las orquidáceas.

## Distribución
Encontradas en Colombia y Ecuador en elevaciones de 900 a 1800 m s. n. m.

## Descripción
Es una especie herbácea de pequeño tamaño, que prefiere clima caliente, epífita con pseudobulbos cónicos a cilíndrico con una única hoja apical, elíptica-lanceolada, aguda, que florece en una inflorescencia basal de 25 cm de largo,  ligeramente arqueada, con 2 a 3 flores que surgen desde la base del maduro pseudobulbo.

## Taxonomía
El género fue descrito por (Rolfe) Dodson y publicado en Native Colombian Orchids 2: 204. 1991.
Etimología
Helcia: nombre genérico que se refiere al collar de caballos como la estructura que está en el centro de la flor. 
brevis: epíteto latíno que significa "breve, corta"
Sinonimia
- Neoescobaria brevis Rolfe Garay 1972;
- Trichopilia brevis Rolfe 1892 basónimo[1]